# Chúng ta là chiến sĩ Công an
"Chúng ta là chiến sĩ Công an" còn có cách gọi khác là "Hành khúc công an nhân dân" là một bài hát do nhạc sĩ Trọng Bằng sáng tác, đây là ca khúc truyền thống của lực lượng Công an nhân dân Việt Nam.

## Hoàn cảnh sáng tác
Năm 1967, nhạc sĩ Trọng Bằng và nhạc sĩ Đỗ Nhuận được mời đến Bảo tàng Công an tham quan, lúc ấy hai ông mới hiểu sâu sắc về Lực lượng Công an. Lúc nhân dân vui chơi, lúc mọi người nghỉ ngơi thì cũng là lúc lực lượng Công an bắt đầu làm nhiệm vụ.
Có một giai thoại về bài hát như sau: hôm đó, nhạc sĩ Đỗ Nhuận đi xe máy qua ngã tư Cửa Nam vượt đèn đỏ bị công an phạt mấy hào. Thế là Đỗ Nhuận "dỗi" không sáng tác nữa. Có thể đó cũng là cái may cho nhạc sĩ Trọng Bằng vì nếu ông Đỗ Nhuận cũng sáng tác thì biết đâu bài của ông Đỗ Nhuận sẽ hay hơn? Ca khúc về Lực lượng Công an thì có nhiều, nhưng bài hát này đã đóng đinh vào Lực lượng Công an và trở thành bài hát truyền thống. Dịp nào có hội diễn hoặc kỷ niệm của lực lượng, bài hát này cũng được chọn hát đầu tiên.
Ông còn sáng tác "Bước chân lặng lẽ âm thầm" viết về những chiến sĩ Công an nhân dân vũ trang (nay là Bộ đội Biên phòng) và cảnh sát Hình sự. Rồi "Từ mái trường này ta ra đi" viết về Trường Công an khi chuyển lên thành Đại học An ninh.

## Lời nhạc
Đoạn điệp khúc thường được biết đến nhiều nhất là:
"Chúng ta là chiến sĩ Công an.
Trung với Đảng, suốt đời vì dân.
Khó khăn, gian khổ biết mấy.
Ghi lời Bác dạy, ta quyết vượt qua."
Toàn bộ phần lời bài hát như sau:
Đường sá sông ngòi về tới biển khơi.
Rừng sâu biên giới miền núi xa xôi
Ta yêu đất nước tuyệt vời,
Đêm hôm canh gác biển trời.
Ra sức giữ gìn Tổ quốc ta yên vui.
Nhà máy công trường toả khói nơi nơi
Đồng quê bát ngát ruộng lúa xanh tươi
Vui sao khu phố rộn ràng.
Xe đi chân bước nhịp nhàng.
Vang mãi tiếng cười rộn rã trong tim bao người.
[Điệp khúc:]
Chúng ta là chiến sĩ Công an.
Trung với Đảng, suốt đời vì dân.
Khó khăn, gian khổ biết mấy.
Ghi lời Bác dạy, ta quyết vượt qua.
Nhiệm vụ ta công an vinh quang,
Bảo vệ an ninh cho nhân dân
Không lùi bước trước quân thù tàn ác.
Nguyện cầm súng sát cánh chiến đấu.
Chặn bàn tay âm mưu xâm lăng.
Trong chiến thắng chúng ta cùng hát mừng.

## Sử dụng
Đoạn cuối của bài hát đã được sử dụng làm nhạc hiệu của chương trình "Văn hoá Thể thao Công an nhân dân" phát sóng trên VTV3, Đài Truyền hình Việt Nam. Hiện nay bài hát được sử dụng làm nhạc hiệu cho những chuyên mục về An ninh - Trật tự, đồng thời còn được sử dụng trong tất cả các chương trình phát thanh, truyền hình và các sự kiện liên quan đến lực lượng Công an nhân dân.